# James Allen (pilote automobile)
Pour les articles homonymes, voir James Allen et Allen.
James Allen, né le 4 juillet 1996 à Melbourne en Australie, est un pilote automobile australien.

## Carrière

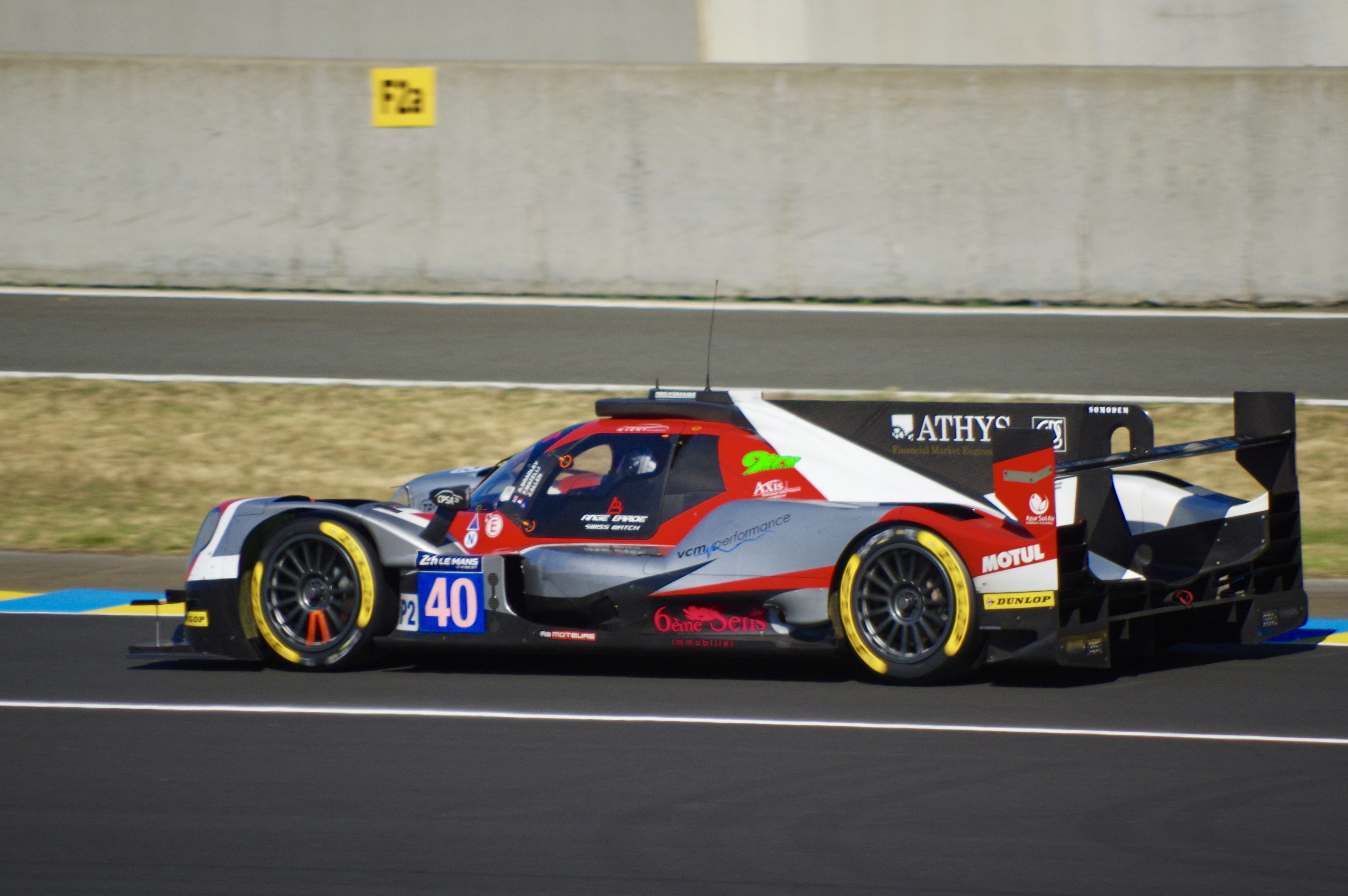
L'Oreca 07 no 40 de l'écurie Graff aux 24 Heures du Mans 2017

Ancien champion d’Australie de Karting et pilote en Formula Renault Eurocup 2.0 à travers l'Europe, James Allen rejoint en 2017 l'écurie française Graff afin de participer aux European Le Mans Series aux mains d'une Oreca 07,. Durant les essais de présaison, à  Monza, il se montra particulièrement véloce en obtenant le meilleur temps durant 2 séances,. Pour la première course de la saison, les 4 Heures de Silverstone, la voiture de James Allen réalisa une superbe remontée en partant de la 29e position pour finir au pied du podium en 4e position. Aux 4 Heures de Spa, après une course animée, James Allen monte sur la plus haute marche du podium avec ses copilotes Richard Bradley et Gustavo Yacamán. Quelques semaines, en se battant contre la Ligier JS P217 de l'écurie américaine United Autosports pendant une bonne partie de l'épreuve, il doubla la mise en remportant les 4 Heures de Portimão,. Pour sa première participation au championnat, il finira en 3e position du classement des pilotes. Graff ayant été invité pour les 24 Heures du Mans, James Allen a également pû participer à la classique mancelle. Pour sa première participation, il boucla le double tour d'horloge afin de finir à une belle 6e place au classement général.
En 2018, James Allen reste dans la structure Graff dans le championnat European Le Mans Series mais pour cette saison, l'Oreca 07 est engagée par le G-Drive Racing. Les performances ne sont malheureusement pas au rendez-vous et obtient comme meilleur classement une 6e place aux 4 Heures du Castellet. Comme la saison précédente, il participe aux 24 Heures du Mans 2018. Malheureusement, il ne réitère pas la bonne performance de l'édition précédente pour cause d'abandon à la suite d'une sortie de piste. Afin d'agrémenter la fin de saison, il participe à quelques épreuves du Championnat du monde d'endurance FIA pour l'écurie américaine DragonSpeed dans la catégorie LMP1.
En 2019, James Allen commença sa saison par une première participation aux 24 Heures de Daytona avec l'écurie américaine DragonSpeed. Bien que l'épreuve ai démarré de la meilleure des manières en obtenant le meilleur temps de la catégorie LMP2 durant les qualifications, la voiture dû abandonner au bout de 567 tours. Toujours pour la même écurie, il s'engagea pour une troisième saison consécutive en European Le Mans Series. Il pilote toujours une Oreca 07 mais pour l'écurie américaine DragonSpeed. Il devient également le pilote de développement de cette même écurie dans le cadre du programme IndyCar. La saison a démarré par la meilleure des manières car il remporta les 4 Heures du Castellet.

## Palmarès

### 24 Heures du Mans
| Année | Écurie         | Copilotes                      | Voiture         | Classe | Tours | Pos. | Class Pos. |
| ----- | -------------- | ------------------------------ | --------------- | ------ | ----- | ---- | ---------- |
| 2017  | Graff          | Franck Matelli Richard Bradley | Oreca 07-Gibson | LMP2   | 361   | 6e   | 5e         |
| 2018  | G-Drive Racing | Enzo Guibbert Jose Gutierrez   | Oreca 07-Gibson | LMP2   | 197   | Abd. | Abd.       |

### Championnat du monde d'endurance FIA
| Année   | Écurie      | Voiture            | Moteur                     | Classe | 1   | 2   | 3   | 4        | 5     | 6   | 7   | 8   | Position | Points |
| ------- | ----------- | ------------------ | -------------------------- | ------ | --- | --- | --- | -------- | ----- | --- | --- | --- | -------- | ------ |
| 2018–19 | DragonSpeed | BR Engineering BR1 | Gibson GK458 4,5 L V8 Atmo | LMP1   | SPA | LMS | SIL | FUJ Abd. | SHA 6 | SEB | SPA | LMS | 8e*      | 27*    |

N.B. * Saison en cours. Les courses en " gras  'indiquent une pole position, les courses en "italique" indiquent le meilleur tour de course.

### European Le Mans Series
| Année | Écurie         | Châssis  | Moteur                              | Classe | 1               | 2                 | 3                 | 4                 | 5                 | 6               | Position | Points |
| ----- | -------------- | -------- | ----------------------------------- | ------ | --------------- | ----------------- | ----------------- | ----------------- | ----------------- | --------------- | -------- | ------ |
| 2017  | Graff          | Oreca 07 | Gibson GK428 4.2 L V8 atmosphérique | LMP2   | SIL gén:4 cls:4 | MON gén:8 cls:8   | RBR gén:4 cls:4   | SIL gén:6 cls:6   | SPA gén:1 cls:1   | POR gén:1 cls:1 | 3e       | 86     |
| 2018  | G-Drive Racing | Oreca 07 | Gibson GK428 4.2 L V8 atmosphérique | LMP2   | LEC gén:6 cls:6 | MON Abd.          | RBR gén:13 cls:13 | SIL gén:12 cls:12 | SPA gén:12 cls:11 | POR gén:7 cls:7 | 15e      | 15.25  |
| 2019  | DragonSpeed    | Oreca 07 | Gibson GK428 4.2 L V8 atmosphérique | LMP2   | LEC gén:1 cls:1 | MON gén:10 cls:10 | BAR gén: cls:     | SIL gén: cls:     | SPA gén: cls:     | POR gén: cls:   | 3e*      | 26*    |

N.B. * Saison en cours. Les courses en " gras  'indiquent une pole position, les courses en "italique" indiquent le meilleur tour de course.

### WeatherTech SportsCar Championship
| Année | Ecurie      | Châssis  | Moteur                              | Classe | 1                | 2   | 3   | 4   | 5   | 6   | 7   | 8   | Position | Points |
| ----- | ----------- | -------- | ----------------------------------- | ------ | ---------------- | --- | --- | --- | --- | --- | --- | --- | -------- | ------ |
| 2019  | DragonSpeed | Oreca 07 | Gibson GK428 4.2 L V8 atmosphérique | LMP2   | DAY gén:15 cls:3 | SEB | MOH | WGL | MOS | ELK | LGA | ATL | 9e*      | 30*    |

N.B. * Saison en cours. Les courses en " gras  'indiquent une pole position, les courses en "italique" indiquent le meilleur tour de course.